# Oligotrichum nepalense
Oligotrichum nepalense är en bladmossart som beskrevs av G. L. Smith 1976. Oligotrichum nepalense ingår i släktet Oligotrichum och familjen Polytrichaceae. Inga underarter finns listade i Catalogue of Life.